# غونزالو الثاني فرنانديز دي كوردوبا
غونزالو الثاني فرنانديز دي كوردوبا هو دبلوماسي وسياسي إسباني، ولد في 27 يوليو 1520 في قرطاجنة في إسبانيا، وتوفي في 3 ديسمبر 1578 في Odón ‏ في إسبانيا. انتخب Ambassador of Spain  to the Holy See ‏.